# Simulacron 3
Simulacron 3 (titre original : Simulacron 3) est un roman de science-fiction de Daniel F. Galouye paru aux États-Unis en 1964, publié pour la première fois en France en 1968. Le sujet de ce roman est une machine permettant de simuler un monde avec ses habitants à des fins d'études. Mais quel monde est vraiment réel ?

## Résumé
Simulacron 3 est l'histoire d'une ville virtuelle destinée à la recherche marketing, mise au point par un scientifique pour réduire la nécessité des sondages d'opinion. La simulation de la ville générée par ordinateur est si bien programmée que, bien que les "habitants" aient leur propre conscience, ils ignorent, sauf un, qu'ils ne sont que des impulsions électroniques dans un ordinateur.
Le savant principal du simulateur, Hannon Fuller, meurt mystérieusement et un collègue, Morton Lynch, disparaît. Le protagoniste, Douglas Hall, se trouve avec Lynch lorsqu'il disparaît, et s'efforce ensuite de réprimer sa folie latente. Au fil du temps et des événements, il comprend progressivement que son propre monde n'est probablement pas "réel" et pourrait n'être qu'une simulation générée par ordinateur. 

## Adaptations cinématographiques
- Adaptation en téléfilm pour une chaîne allemande en 1973 intitulé Le Monde sur le fil (Welt am Draht), réalisé par Rainer Werner Fassbinder.
- Adapté au cinéma en 1999 sous le titre Passé virtuel (The Thirteenth Floor), réalisé par Josef Rusnak.

## Éditions françaises
- Simulacron 3, traduction de Franck Straschitz, Éditions OPTA, Galaxie-bis, N°8 (52bis), 1968
- Simulacron 3, traduction de Franck Straschitz, Éditions J'ai lu, Collection Science-Fiction N°778, 1977, 1986, 1996  (ISBN 2-277-11778-1)
- Simulacron 3, traduction de Julie Pujos et Frank Straschitz, Éditions Gallimard, Folio SF N°371, mai 2010,  (ISBN 9782070395934)